# Biserica Sfinții Arhangheli Mihail și Gavril din Galați
Biserica „Sfinții Arhangheli Mihail și Gavril” din Galați este un monument istoric aflat pe teritoriul municipiului Galați. În Repertoriul Arheologic Național, monumentul apare cu codul 75105.11.
Pe strada Egalității, la nr. 6 se află Biserica - Mănăstire „Sfinții Arhangheli”, lăcaș reînfiintat, prin grija Prea Sfintitului Dr. Casian, episcopul Dunării de Jos, la 1 ianuarie 1994. Biserica Manastirii „Sf. Arhangheli Mihail și Gavriil” a fost construita ca schit in 1763 de calugarii de la Manastirea Neamt. Actuala biserica este ctitorita de Gheorghe Șișman, negustor din Galati, între anii 1802-1805. Acesta a dorit ca sfintele liturghii sa se savârseasca în doua limbi, greceasca si moldoveneasca. Incendiata si pradata în 1821, a fost restaurata în 1858, iar dupa 1920 a fost folosita ca biserica de mir, pâna în 1976 când a revenit în sânul monahal, ca schit pentru calugari si metoc al episcopiei. În chiliile din curtea manastirii s-au deschis in 1832 cursurile primei scoli publice din Galati. Biserica este construita în forma de cruce, interiorul fiind compartimentat în altar, naos si pronaos. Are si un pridvor închis, zidit perpendicular pe latura de nord, deasupra caruia se afla o turla mare, înfundata (oarba). Catapeteasma este din lemn sculptat, poleit cu aur. Pronaosul are un balcon pentru cor. Pictura actuala în tempera este opera pictorului Anatolie Cudinov din Bucuresti. Cea veche a apartinut zugravului galatean Toader Falcoi si a fost executata în 1816. În biserica se pastreaza si alte icoane pictate pe lemn, foarte valoroase, datând din a doua jumatate a secolului al XVIII-lea si începutul secolului al XIX- lea. Monument istoric, biserica Manastirii "Sfintii Arhangheli" este o ctitorie importanta prin elementele stilului moldovenesc târziu, în care se gasesc si influente ale arhitecturii muntenesti, o marturie vie a istoriei zbuciumate pe care locuitorii acestui oras dunarean au traversat-o de-a lungul timpului. ("Mitropolia Munteniei si Dobrogei" de Vasile Dumitrache Floresti si "Drumuri spre mănăstiri" de Mihai Vlasie)